# Geelborstpanterspin
De geelborstpanterspin (Alopecosa trabalis) is een spinnensoort uit de familie van de wolfspinnen (Lycosidae).
De wetenschappelijke naam van de soort werd in 1758 als Araneus trabalis gepubliceerd door Carl Alexander Clerck.

## Verspreiding
Deze spin komt in heel Europa voor, met uitzondering van het noordwesten. In Nederland is de spin bij Bennekom waargenomen.